# Gregorius XIII
Gregorius XIII, född 7 januari 1502 i Bologna i Italien, död 10 april 1585 i Rom, var påve från den 13 maj 1572 till den 10 april 1585.

## Biografi
Hans födelsenamn var Ugo Boncompagni hans far var en köpman som hette Cristoforo Boncompagni och dennes hustru Angela Marescalchi. Boncampani doktorerade i kanonisk rätt och juridik vid Bolognas universitet. Bland hans studenter fanns Alessandro Farnese, Reginald Pole, Carlo Borromeo och Stanislaus Hosius. År 1539 knöts han av Paulus III till den påvliga förvaltningen och han sändes som påvlig jurist till Tridentinska mötet. Han hade därefter flera olika poster i kurian och som apostolisk legat, bland annat till Flandern. År 1558 utsågs han till biskop av Vieste, fastän han ännu inte prästvigts, och han sändes återigen till Tridentinska mötet, för dess avslutande år 1563. Efter återkomsten till Rom därifrån upphöjde påve Pius IV den 12 mars 1565 honom till kardinalpräst med San Sisto som titelkyrka. Strax därefter skickades han som legat till Spanien för att undersöka fallet med Bartolomé Carranza som fällts vid inkvisitionen. Han utnämndes under tiden i Spanien till sekreterare för den påvliga brevväxlingen och återvände till Rom 1566. När Pius V avled valdes Boncompagni till efterträdare, huvudsakligen genom Antoine Perrenot de Granvelles försorg.
Före utnämningen till påve hade Gregorius levt ett världsligt liv och hade fått en son utom äktenskapet. Som påve var han väl medveten om sin roll. När utnämningen offentliggjordes möttes den med jubel hos romarna och utländska statschefer, som kejsar Maximilian II, och kungarna och furstarna i Spanien, Frankrike, Portugal, Polen, Ungern och Italien.
Ett av Gregorius första åtaganden var att tillsätta ett kardinalråd för att undersöka och finna övergrepp som kyrkan kunde tänkas ha begått samt ett annat kardinalråd för att uppdatera kyrkans index över förbjudna böcker. Han utnämnde 34 kardinaler under sitt pontifikat.
I sin politik företrädde han den katolska motreformationen i hela dess skärpa: han firade Bartolomeinatten med en procession, understödde Henrik III av Frankrike mot hugenotterna, grundade inte mindre än 23 jesuitkollegier, sände Antonius Possevino till Ryssland för att arbeta på en union mellan den romerska och grekiska kyrkan samt ivrade för missionen i Indien och Japan. Under hans tid utkom 1582 en ny upplaga av Corpus juris canonici och han genomförde även en förbättring av kalendern, som efter honom bär sitt namn (bulla av den 13 februari 1582), den gregorianska kalendern. I anslutning till kalenderreformen införde han en ny martyrologi – Martyrologium Romanum Gregorii XIII jussu editum.
Han lät uppföra Gregorianska kapellet i Peterskyrkan, Quirinalpalatset, flera av Roms fontäner samt förärades en staty på Capitolium redan under sin levnad.
Gregorius XIII:s gravmonument i Peterskyrkan utfördes av Camillo Rusconi.

## Bilder

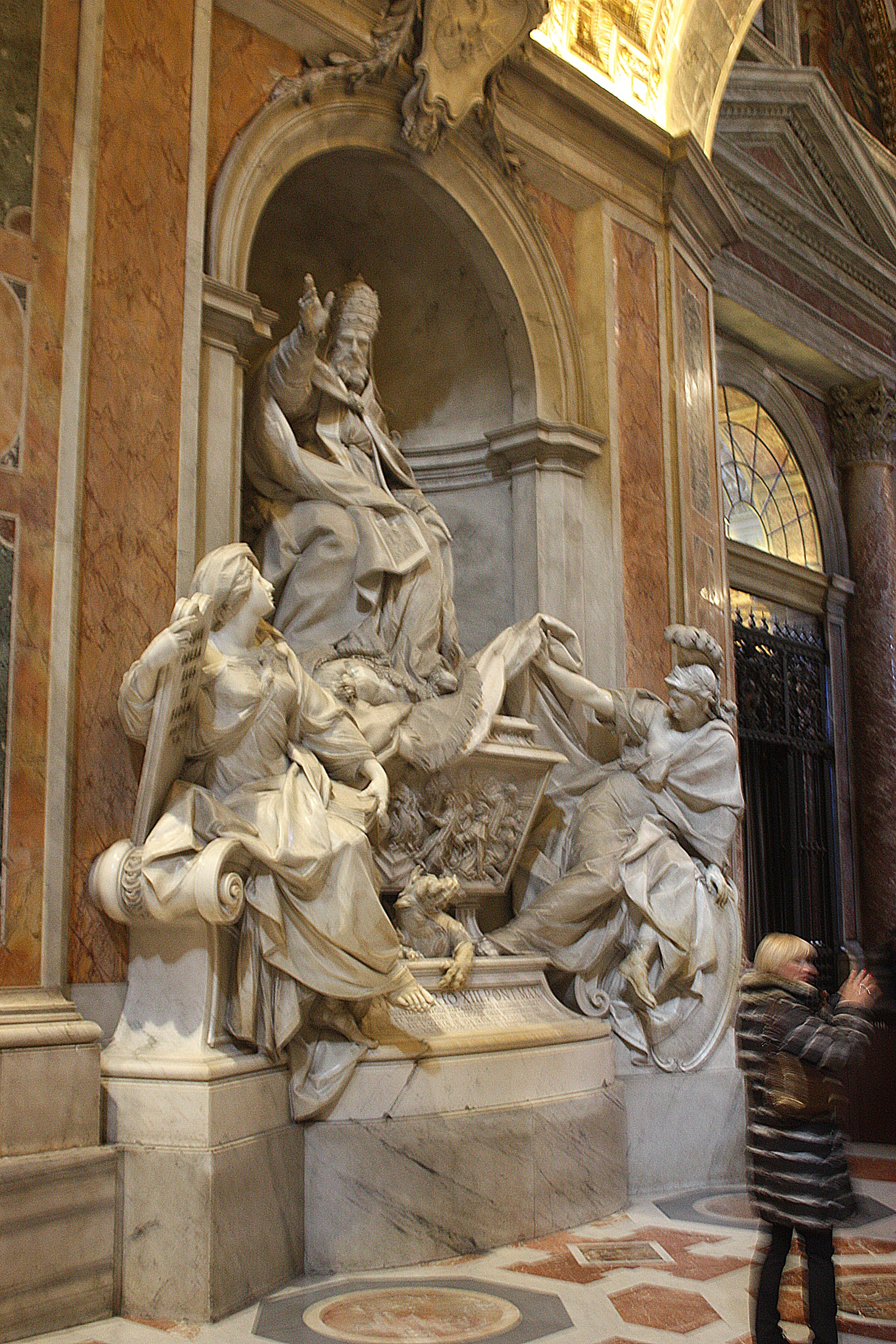
Gregorius XIII:s gravmonument.